# تصوير وسائل الإعلام لشكل الجسم
يشير شكل الجسم إلى العديد من السمات المادية لجسم الإنسان التي تشكل مظهره بما في ذلك الحجم والوجه، أصبح شكل الجسم يعني ليس فقط القدرة الجنسية/الإنجابية ولكن أيضا العافية واللياقة البدنية، هذا ما يرتبط في الغرب بالرقة بالسعادة والنجاح والشباب والقبول الاجتماعي. إن زيادة الوزن ترتبط بالكسل وتروج وسائل الإعلام لمعيار الوعي بالوزن بالنسبة للنساء أكثر من الرجال، يؤدي الابتعاد عن هذه المعايير إلى عواقب اجتماعية، تكرس وسائل الإعلام هذا النموذج بطرق مختلفة ولا سيما تمجيد الممثلين النحيفين والممثلات والعارضات والشخصيات العامة الأخرى والتركيز عليها مع تجنب استخدام صور الأفراد الذين يعانون من زيادة الوزن.، بالرغم من أن هذا النموذج النحيف يمثل أقل من 5 ٪ من السكان الأمريكيين.

## المجلات
ذكر أن الزيادة في اضطرابات الأكل على مدى العقود العديدة الماضية تزامن مع الانخفاض العام (من حيث الوزن) في الوزن المثالي للمرأة التي صورت من قبل وسائل الإعلام، فقد فحصت مجموعة من الباحثين مجلات كوزموپوليتان وغلامور وماديموزيل وڤوڠ من سنة ١٩٥٩ الى سنة ١٩٩٩، أصبحت نماذج الأزياء أرق على نحو متزايد خلال الثمانينيات والتسعينيات مما يجعل المثالية النحيفة أكثر صعوبة بالنسبة للنساء. إن الصور التي تصور أجسام النماذج بأكملها زادت بشكل كبير في العدد من ١٩٦٠ إلى ١٩٩٠، بينما من عام ١٩٩٥ إلى عام ١٩٩٩ ارتدت عارضات الأزياء أزياء أكثر وضوحًا مما كانت عليه من عام ١٩٥٩ إلى عام ١٩٦٣.
تم انتقاد المجلات النسائية بسبب رسائلها المتضاربة مع التركيز على الطعام والطهي وتربية الأطفال والترفيه، تحتوي 75 ٪ من المجلات النسائية على إعلان واحد على الأقل أو مقال حول كيفية تغيير مظهر المرأة من خلال الجراحة التجميلية أو النظام الغذائي أو ممارسة التمارين الرياضية. شملت 25 ٪ من المجلات النسائية التي شملتها الدراسة نصائح حول النظام الغذائي أو رسائل حول فقدان الوزن، تركز العديد من المجلات النسائية على كيفية العيش حياة أفضل من خلال تحسين المظهر الجسدي. أصدرت مجلة ميجنتا مقالا حول "كيفية ارتداء ملابس تناسب نوع جسمك"  يعطي نصائح وخدع لتبدو أفضل في الزي مع السعي لتشجيع النساء على الشعور بالراحة مع أجسامهن وتوفر مجلات الرجال معلومات عن الهوايات والأنشطة والتسلية لكي يحسن الرجال حياتهم.
الكثير من الأبحاث حول كيفية تأثير وسائل الإعلام على صورة الجسم تدرس التغيير في النماذج ومقالات المجلات مع مرور الوقت. اهتم غارنر وغارفينكل وشوارتز وطومسون بشكل خاص بالفرق في شكل جسم الطيات المركزية لبلاي بوي على مدى ٢٠ عامًا، وجدوا أنه على مر السنين انخفضت قياسات كتلة الجسم والكسر والورك ومع ذلك زاد الارتفاع. وقرروا أيضا أن طبقات البلاي بوي كانت أقل بنسبة ١٣ إلى ١٩ في المائة من الوزن الطبيعي للجسم بالنسبة للنساء في سنهن (كوسومانو، طومسون 1997). وجدت دراسات أخرى أنه على مر السنين، زادت مقالات المجلات مثل Seventeen و YM و Cosmopolitan عن النظام الغذائي وممارسة التمارين الرياضية. قارن أندرسون وديدومينيكو (١٩٩٢) بين المجلات الشعبية للنساء والرجال ووجدوا أن مقالات الحمية والتمارين ظهرت أكثر من ١٠ أضعاف في المجلات النسائية من الرجال.

## عرض الازياء
تعرضت صناعات عرض الأزياء والأزياء في السنوات الأخيرة لانتقادات لاعتناقها وترويج مظهر رفيع للغاية مما أعطى "وصمة عار غير صحية". وفقا لبحث البيانات التي أجرتها Might Goods باستخدام ٣٠٠٠ نموذج من ٢٠ وكالة نموذجية رائدة، ٩٤ ٪ من النماذج هي ناقصة الوزن، بالإضافة إلى ذلك في دراسة حديثة أجرتها جنيفر برينر وجوزيف كننغهام فقد لوحظ أن غالبية عارضات الأزياء الإناث كن ناقصات الوزن، تبدأ عارضة الأزياء الأمريكية المتوسطة العمل في أعمال عرض الأزياء في سن ١٣-١٧ سنة. يتراوح متوسط وزن عارضة الأزياء النسائية في الولايات المتحدة بين ٩٠ إلى ١٢٠ رطل ومتوسط الطول ٥'٨"إلى ٥'١١". في المقابل، وفقا لمركز مكافحة الأمراض (CDC)، فإن متوسط وزن الإناث هو ١٦٨.٥ رطل ومتوسط الطول للإناث هو ٥'٤". وفقًا للجمعية الطبية الأمريكية فإن عارضات الأزياء النحيفات على المنصات وكذلك وسائل التواصل الاجتماعي وتصوير الأزياء يؤديان إلى توقعات غير واقعية للجسم التي بدورها يمكن أن تؤدي إلى اضطرابات في الأكل ومشاكل عاطفية أخرى ومع الإعلان الجماهيري الذي يروج لجسم رقيق وجراحة تجميلية تنهمر على النساء والفتيات فكرة الجسد الرقيق ذاتها، تخضع هذه القضية للسيطرة من جانب بعض البلدان مثل إسرائيل وفرنسا حيث تنظم هذه البلدان مؤشرات كتلة الجسم للنماذج وتسمح لعامة الناس بمعرفة ما إذا كانت صور الإعلانات قد تم التلاعب بها.
فوتوشوب هو "تغيير (صورة فوتوغرافية) مع برنامج فوتوشوب أو غيرها من برامج تحرير الصور وخاصة بطريقة تشوه الواقع". بدأت شركة "إيري" وهي متخصصة في تصنيع الملابس الداخلية لشركة "أميريكان إيغل" حملة "إيري ريال" التي لم تعد فيها موديلات التصوير الفوتوشوب، أظهرت دراسة أجريت في عام ٢٠١٦ أن بعض النساء أظهرن انخفاضا أقل في رضا الجسم عند رؤية صور النساء التي لم يتم لمسها بالمقارنة مع الانخفاض الأكبر في رضا الجسم عند رؤية الصور السابقة التي تم تنقيحها. تم استدعاء العديد من المجلات المعروفة للتسوق المصور ومن الأمثلة القليلة على ذلك Adweek، InStyle، Modeliste Magazine، و Fashion Magazine. علَّق المشاهير مؤخرا على التغييرات التي أدخلتها هذه المجلات على صورهم، في عام ٢٠١٥ نشرت الممثلة والمغنية والراقصة زيندايا البالغة من العمر ٢١ عامًا صورتين جنبًا إلى جنب مع صورة مجلتها تدعو إلى التغييرات التي أجرتها مجلة موديلستي وقالت: "هذه هي الأشياء التي تجعل المرأة واعية، والتي تخلق  المعايير غير الواقعية للجمال التي لدينا".
تقدم فيكتوريا سيكريت عرضاً سنوياً للأزياء يتم بثه تلفزيونياً حيث تمشي عارضاتها الجميلات على المدارج مرتديات الملابس الداخلية وأحدث الإصدارات لبينك وهي العلامة التجارية التي تستهدف المستهلكين في المدارس الثانوية والكليات. في العرض المتلفز تشمل العارضات عادة كيف كانوا يستعدون لعرض الأزياء من خلال عرض لقطات من العمل والحمية للتحضير لليوم الكبير. دراسة نشرت في عام ٢٠١٣  حللت الردود التي كان المشاهدين تغريدة خلال العرض، ناقش المشاهدون الطعام والوزن واضطرابات الأكل وإيذاء النفس، أظهرت نتائج هذه الدراسة أن المشاهدين المعرضين للخطر يمكن أن يتعرضوا لتأثير سلبي أو حتى الانخراط في السلوكيات الضارة أثناء أو بعد مشاهدة العرض أو غيرها من مثل ذلك، في عام ٢٠١٩ ألغت فيكتوريا سيكريت عرضها على المدرج وسط انخفاض معدلات المشاهير وتخلصت في وقت لاحق من مفهوم ملائكة فيكتوريا السرية قائلة إن استراتيجية التسويق لم تعد "ذات صلة ثقافيًا"، في عام ٢٠٢١ أعلنت الشركة عن خطط لإحياء العرض ولكن بدون الملائكة.

## التلفاز
في ٢٨ من الأفلام الكوميدية الظرفية التي تم تحليلها من قبل الباحثين في عام ٢٠٠٢ هي أن ٣٣ ٪ من الشخصيات النسائية المركزية كانت أقل من متوسط الوزن مع زيادة نعومة الشخصية الأنثوية، كان عدد الإطراءات التي تلقتها من الرجال كذلك وقد أظهرت الأبحاث أن الشخصيات النسائية ذات الوزن الأقل من المتوسط ممثلة تمثيلاً زائداً، في حين أن الشخصيات النسائية ذات الوزن فوق المتوسط ممثلة تمثيلاً ناقصاً في الأفلام الكوميدية الظرفية مقارنة بمعايير سكان الولايات المتحدة. إن البرامج التلفزيونية في أوقات الذروة التي تروق لجمهور من النساء في المقام الأول مثل (فريندز)أو آل مكبيل يتم عرضها من قبل نساء شابات وجذابات ونحيفات، تظهر النساء النحيفات للغاية أو الهزيلات في عروض صناعة الأزياء مثل هاوس أوف ستايل.
غالبًا ما تعلق الشخصيات الذكرية بشكل سلبي على وزن الإناث المتوسط والأعلى من المتوسط وأوزانها وعادة ما يتفاعل الجمهور من خلال الضحك. الشخصيات الذكورية ليست محصنة ضد التمثيل غير العادل، لذلك ٣٣% من الشخصيات الذكور كانوا أقل من الوزن المتوسط و ١٣% كانوا فوق الوزن المتوسط، بالمقارنة فإن نحو ٣٠ في المائة من الرجال في الولايات المتحدة يعانون من زيادة الوزن، في عام ٢٠٠٣ أجريت دراسة على عشرة برامج تلفزيونية خيالية أمريكية. ٣٣% من الشخصيات التلفزيونية الإناث كانوا ناقصي الوزن  ومن بين الشخصيات التلفزيونية الرئيسية البالغ عددها ١٠١٨  شخصية فقد كانت نسبة ١٤% من الإناث و ٢٤% من الذكور يعانون من زيادة الوزن أو السمنة أي أقل من نصف نسبتهم المئوية بين عموم السكان.
أجريت دراسة على ١٠ برامج تلفزيونية في وقت الذروة على كل من شبكات التلفزيون الست الرئيسية (ABC و CBS و Fox و UPN و NBC و WB) مع أكبر تصنيف جمهوري لنيلسن خلال موسم ١٩٩٩-٢٠٠٠، من بين ١٠١٨ شخصية في جميع العروض، كان ١٤ ٪ من الإناث و ٢٤ ٪ من الذكور يعانون من زيادة الوزن أو السمنة. وتمثل هذه الأرقام أقل من نصف النسبة المئوية للذكور والإناث الذين يعانون من زيادة الوزن أو البدانة في عموم السكان. وكانت الشخصيات النسائية ذات الوزن الزائد أقل عرضة للاعتبار جذابة، وعرض المودة الجسدية، أو التواصل مع الشركاء الرومانسيين. وكانت الشخصيات الذكورية ذات الوزن الزائد أقل عرضة للتفاعل مع الأصدقاء أو الشركاء الرومانسيين وأقل عرضة للحديث عن المواعدة. وغالبا ما تظهر الشخصيات الذكور الذين يعانون من زيادة الوزن وهم يأكلون. تمثل هذه الإحصائيات وصم الدهون الموجود في العديد من محترفي التلفزيون الأمريكي.
أظهرت دراسة أجريت في فيجي أن إدخال التلفزيون الغربي كان له أثر ضار على تصورات الشابات وسلوكيات تناول الطعام. وأفاد ثلاثة أرباع الفتيات في الدراسة بأنهن شعرن بالسمنة بعد تعرضهن لفترات طويلة للتلفزيون الغربي.
وفي عام ٢٠٠٧، قام المحللون بأخذ عينات من ١٣٥ مشهدًا يصور أفرادًا يعانون من زيادة الوزن من برامج تلفزيونية وأفلام مشهورة ومشفرة للفكاهة ضد البدانة. وكانت غالبية الفكاهة المناهضة للبدانة لفظية وموجهة إلى الفرد في حضوره، دون أي اعتبار لمشاعره. كانت التعليقات البذيئة التي تنتقص من الذات أقل شيوعًا من تلك التي تتحدث عن شخص آخر أو توجه إليه. وكانت الشخصيات الذكورية أكثر عرضة للانخراط في التعليقات السمينة بثلاث مرات من الشخصيات الأنثوية. وكثيراً ما تحظى البرامج الإعلامية التي تحتوي على وصم الدهون بشعبية وتحظى بتصنيفات عالية، مما يشير إلى أن عامة الناس يقبلون إغفال مثل هذه الملاحظات في سياق القصة.
تقول رينيه هوبز، وهي استاذة مشاركة في الاتصالات في جامعة تمبل، ان الفتاة المراهقة العادية تحصل يوميا على ١٨٠ دقيقة تقريبا من وسائل الإعلام ونحو ١٠ دقائق فقط من التفاعل مع الوالدين يوميا. وكثيرا ما تتخذ الفتيات تدابير صارمة في محاولة ليصبحن مثل صور وسائط الإعلام التي يشاهدونها. وينتهي المطاف بكثيرين الى قلة احترام الذات واضطرابات خطيرة في الأكل. تقول إليسا جيتس، دكتوراه في الطب، وهي طبيبة أطفال في قسم طب المراهقين في مستشفى الأطفال في بيتسبرغ: "نحن نرى الفتيات في أعمار أصغر يبدأن في الشعور بعدم الرضا".

## العاب الفيديو
في عام ٢٠٠٩، وجد تحليل محتوى ١٥٠ لعبة فيديو الأكثر مبيعًا أن الألعاب التي تم تصنيفها للأطفال قد صورت الشخصيات النسائية على أنها أرق بكثير من الشخصيات النسائية في الألعاب التي تم تصنيفها للبالغين. أما الإناث في ألعاب الفيديو فكانت رؤوسهن أكبر بكثير من حجم صدورهن وخصورهن وفخذوهن أصغر من المرأة  الأمريكية العادية. وفي عام ٢٠٠٨، أظهرت دراسة أنه بعد لعب ألعاب الفيديو، كان لدى كل من المشاركين في سن الجامعة من الإناث والذكور تقدير للجسم أقل بكثير.
ويتسبب جسم الذكر المفتول العضلات في وسائط الإعلام والفيديو في العديد من الأعراض مثل عدم رضا الجسم واحترامه. ففي الولايات المتحدة، يقضي الاولاد المراهقون الذين تتراوح أعمارهم بين ١٣ و ١٨ سنة تسع ساعات كمعدل في لعب الألعاب التلفزيونية. يؤدي التعرض لهذه الشخصيات التي لا يمكن تحقيقها داخل ألعاب الفيديو إلى ارتفاع عدم رضا الجسم، وبالتالي يؤدي إلى العديد من المشاكل الاجتماعية والنفسية الأخرى. وذكر غارنر أن ٤١ في المائة من المراهقين الذين تتراوح أعمارهم بين ١٣ و ١٩ سنة لم يكونوا راضين عن جسمهم ككل.
وجدت الأبحاث التي أجرتها زيلي سيلفيا من جامعة ولاية بريدجووتر أن: اللاعبون الذين لعبوا لعبة مع شخصية لديها حجم وشكل أكثر متوسطًا سيظهرون اهتمامًا أقل بتقدير الجسم من اللاعبين الذين لعبوا مع شخصية جسم عضلي غير واقعي. ويخلص البحث إلى أن مخاوف العضلات تلعب دورًا كبيرًا في بناء صورة جسم الذكر، وقد يكون لها تأثير كبير على تقدير جسم الذكر.

## وسائل الإعلام غير الخيالية
في عام ٢٠٠١، كتبت صحيفة ذي إندبندنت البريطانية عن الصورة الظلية لنجمات التلفزيون الأمريكي مثل كاليستا فلوكهارت وسارة جيسيكا باركر وقارنتها مع صورة النساء في مجموعة البوب ديستني تشايلد قائلةً: "إن الصورة الظلية للمصاصة التي كانت مفضلة منذ فترة طويلة لنجمات المسلسلات الأمريكية، والتي تتضمن بشكل غير متناسب رؤوس كبيرة ترتجف فوق أجسام رفيعة من العصي لا تقول غنية ولا تقول ذكية. تقول خذني إلى العيادة إلا أن الرياضة الجديدة ترسل مجموعة مختلفة من الرسائل: امرأة قوية، واثقة، مستقلة. "
ويتحدث الجراح العام ريتشارد كارمونا عن السمنة بأنها "إرهاب داخلي" ويقول "ما لم نفعل شيئًا حيالها، فإن حجم المعضلة سوف يتجاوز ٩-١١ أو أي محاولة إرهابية أخرى". تعرضت وسائل الإعلام لانتقادات بسبب تغطيتها المثيرة والمبالغة في تصوير قضية الوزن والسمنة. وباستخدام كلمات رئيسية مثل "الحرب" أو "الوباء" في تقاريرها، تجتذب وسائط الإعلام اهتماما أكبر لهذه المسألة. ومن المرجح أن تعزز التقارير الإخبارية وصمة الأجساد السمينة، وتربطها بالمرض، وتشبه السمنة بالسلك الصحي بدلا من صفة غير قابلة للتبديل.
في سبتمبر ٢٠١١، كتب مايكل كينسلي، المحرر المؤسس لمجلة سليت، كاتب عمود على الصعيد الوطني، انتقادات قاسية حول حاكم ولاية نيوجيرسي كريس كريستي ووزنه. كتب كينسلي "لا يمكن أن يكون حاكم نيو جيرسي كريس كريستي رئيسا: إنه سمين جدا... لماذا يجب أن يكون وزن كريستي أكثر مما يمكن أن نتحمله في الرئيس. لماذا يجب أن تكون هنا؟ احد الاسباب هو ان يحكم على المرشح للرئاسة على اساس سلوكه وشخصيته... ربما (كريستي) هي من ستساعدنا في السيطرة على شهيتنا الوطنية لكن سيساعدك لو أنه سيطر على نفسه أولاً "

## وسائل إعلام الأطفال
وجد تحليل محتوى لمقاطع الفيديو والكتب للأطفال أن ٧٢ ٪ من مقاطع الفيديو و ٧.٥ ٪ من الكتب تؤكد على الجاذبية البدنية. في ٦٠ ٪ من الفيديوهات، يعتمد حب الشخصية لشخص آخر على المظهر الجسدي والجاذبية. ومن الأمثلة على ذلك سندريلا، حيث يدعو الأمير العذارى إلى الحفل الراقصة لاختيار العروس والجمال والوحش، حيث يقع الوحش في حب حسناء فقط على أساس مظهرها الجسدي. في ٧٢% من الفيديوهات و ١٠% من الكتب الشخصيات ذات الأجسام النحيفة لديها صفات مرغوبة. في ٨٤ ٪ من الفيديوهات و ١٠ ٪ من الكتب ارتبطت الجاذبية البدنية الأنثوية بالعطف والاختلاط الاجتماعي والسعادة. في حين أن ٦٠ ٪ من الفيديوهات تصور نحافة الإناث، فقط ٣٢ ٪ تظهر العضلات الذكرية. ولا يظهر أي انجذاب جسدي بين الشخصية النحيلة والشخصية السمينة، باستثناء الجميلة والوحش.
نُشرت دراسة في عام ٢٠١٠  شملت مائة وإحدى وعشرين فتاة تتراوح أعمارهن بين ٣ و ٦ سنوات لتحديد آثار التعرض القصير لوسائل الإعلام ذات الصلة بالمظهر على صورة جسم الفتيات الصغيرات. وانتهى التعرض إلى عدم التأثير على استياء الجسم. على الرغم من أن جميع الفتيات تقريباً أعجبهن كيف أن ثلث مظهرهن سيغير شيئاً واحداً و النصف قلق من أن يصبح سميناً.
في ٦٤% من فيديوهات الأطفال و ٢٠% من الكتب، ترتبط السمنة بالسمات السلبية. غالبا ما تُصوَّر الشخصيات السمينة كشخصيات شريرة، غير ودية، قاسية، وغير جذابة. أورسولا من حورية البحر الصغيرة هي أخطبوط بدين وغير جذاب في ٤٠ ٪ من مقاطع الفيديو و ٢٠ ٪ من الكتب، على الأقل واحدة من الشخصيات السمينة تكره من قبل الآخرين. تظهر الشخصيات السمينة وهي تفكر في الطعام أو تم تصويرها في إعداد متعلق بالطعام في ٥٢ ٪ من مقاطع الفيديو و ٢٠ ٪ من الكتب. وتديم وسائل الإعلام الخاصة بالأطفال الصورة النمطية التي تقول "ما هو جميل هو جيد" من خلال تصويرها لشخصيات نحيفة وسمينة.

## وسائل التواصل الاجتماعي
تتكون وسائل التواصل الاجتماعي من مواقع مثل تويتر وتمبلر وإنستغرام وبينترست وفيسبوك لتمكين المستخدمين من إنتاج وتبادل المحتوى. أصبحت الصور الملهمة التي تعزز مثالية النحافة والمواقع الإلكترونية المؤيدة لاضطرابات الأكل أكثر انتشاراً على نحو متزايد في وسائل التواصل الاجتماعي. (ديسمبر ٢٠١٨) مواقع الويب الموالية لاضطراب الأكل (بالإنجليزية: Pro-eating disorder) (أي pro-ana و pro-bulimia) هي أشكال من وسائل التواصل الاجتماعي حيث يمكن للأفراد مشاركة المشورة والصور التي تشجع أقرانهم على الانخراط في سلوكيات اضطراب الأكل. وقد تبين أن هذه المواقع لها آثار ضارة لأنها تنقل للمشاهد أن فكرة النحافة المثالية هي شيء لا يمكن تحقيقه فقط بل هو ضروري أيضًا. ومن المرجح أن تقارن النساء أنفسهن على الإنترنت عندما يشعرن بالحاجة إلى تحسين مظهرهن. ومن الأرجح أن تشعر النساء ذوات الاعتداد المنخفض بالذات بعدم الرضا بعد مقارنتهن بصور عن المجتمع، وقد تتفاقم النساء اللاتي يعانين من اضطرابات الأكل القائمة من خلال مقارنة أجسادهن التي تغذيها وسائط الإعلام الاجتماعية. وخلصت دراسة أجريت على النساء الجامعيات في الولايات المتحدة إلى أن النساء اللاتي قضين قدرًا كبيرًا من الوقت على الفيسبوك قد زادت من عدم الرضا عن الجسم.
وسواء كانت هذه المنصات إيجابية أو سلبية، فقد أظهرت أيضًا تأثيرًا على مستخدميها. في تجربة على الإنترنت للنساء في الولايات المتحدة، وجد أن مستخدمي بينترست الذين اتبعوا لوحات اللياقة البدنية كانوا "أكثر عرضة للانخراط في سلوكيات فقدان الوزن الشديد".  وتبين أيضا أن هذه المجالس تشجع على وجود ارتباط إيجابي بين المقارنة الاجتماعية، وطبع الجسم المثالي للإناث، وسلوكيات فقدان الوزن الشديد.

## تأثيرات دائمة على المشاهدين
«وجدت دراسة شملت ٩٢٨, ٦ فتاة تتراوح اعمارهن بين ٩ و ١٤ سنة ان الرغبة في محاكاة ظهور الإناث على شاشة التلفزيون، في الافلام، وفي المجلات تنبأت ببداية سلوك التطهير على الاقل شهريا».  حوالي ٩٢ في المائة من النساء يشعرن بالضغط للامتثال لمعايير الجمال التي تديمها وسائط الإعلام. بعد مشاهدة صور النساء ذوات الأوزان "المثالية" للجسم، فإن ٩٥ ٪ من النساء يبالغن في تقدير حجم جسمهن و ٤٠ ٪ يبالغون في تقدير حجم الخصر أو الوركين أو الخدين أو الفخذين. أولئك الذين يعانون من اضطرابات الأكل، مثل فقدان الشهية العصبي أو الشره العصبي، يظهرون زيادة كبيرة في المبالغة في تقدير حجم الجسم بعد مشاهدة هذه الصور. وبالمثل، فإن الذكور الذين يتعرضون لإعلانات تتعلق بالجسم يظهرون زيادة في استياء الجسم والاكتئاب. أظهر الرجال إعلانات تحتوي على صور لرجال عضليين بشكل استثنائي غير راضين عن جهازهم العضلي، وليس دهون أجسامهم، بعد مشاهدة مثل هذه الإعلانات. تتوافق هذه النتيجة مع الأدلة السابقة التي تشير إلى أن العضلات أكثر أهمية من الدهون في الجسم عند إرضاء الجسم لدى الرجال.
ثبتت العلاقة المتبادلة بين صورة الوسائط وصورة الجسم ؛ في إحدى الدراسات، بين الفتيات الأمريكيات من أصل أوروبي والأمريكيات من أصل أفريقي الذين تتراوح أعمارهم بين 7 و 12 عامًا، فإن التعرض العام الأكبر للتلفزيون توقع شكل الجسم المثالي للبالغين أرق ومستوى أعلى من اضطراب الأكل بعد عام واحد. المراهقات هن أكثر الفئات السكانية تضررا ؛ ذكرت كاتلر: «يتزايد عدد الفتيات في الـ ١٢ من عمرهن اللواتي يخضعن لحمية غذائية لأنهن يؤمنَّ بقيمة وزنهن». "عندما يكون كل ما تراه هو نوع من الجسم لديه فقط اثنين في المئة من السكان، فمن الصعب تذكر ما هو حقيقي وما هو معقول أن تتوقعه من نفسك ومن الجميع".
ببساطة، الجمال المثالي في الثقافة الأمريكية هو: رقيقة. وتقول كاتلر: «أن عددا كبيرا من الفتيات ‹المتوسط› لا يُظهِر اضطرابات في الاكل يمكن تشخيصها سريريا، وهي أمراض تصفها الثقافة بأنها متطرفة وغير صحية، بل هوس معياري تماما بشكل الجسم وحجمه». "هذا القلق المستمر مقبول كشيء طبيعي تماماً، بل وجزء حتمي من كونك فتاة عصرية. أعتقد أننا بحاجة لتغيير ذلك ".
الشباب والمراهقون معرضون جدا للإدمان على استخدام وسائل التواصل الاجتماعي لأنهم لا يعرفون الحياة المختلفة والعالم والعمل بدونها. "يعتبر المراهقون والشباب معرضين للخطر بشكل خاص. إنهم جيل نشأ على الإنترنت، وسائل التواصل الاجتماعي، والتكنولوجيا الرقمية، لذلك هذه الأشياء هي أجزاء لا غنى عنها في حياتهم. والشباب أيضاً سريعوا التأثر، ومتلهفون إلى القبول، ويعوزهم الخبرة نسبيا، وهو ما قد يشوش على الحكم. "
وقد أظهرت العديد من الدراسات أن العرق والإثنية يمكن أن تؤثر على طريقة إدراك المرأة لصورة الجسم. غالباً ما يكون لدى النساء الملونات تصورات مختلفة عن صورة الجسم عن النساء البيض -وهو اختلاف قد يكون مرتبطاً باختلافات ثقافية مثل خبرات الأسرة والمجتمع المحلي والاعتزاز العرقي أو العرقي، واختلافات أخرى مثل تأثيرات الطفولة (مثل البيئة المدرسية).  في نهاية المطاف، قد يكون لهذه الاختلافات آثار دائمة على الطرق التي تتأثر بها النساء البيض وغير البيض بتصورات وسائل الإعلام والمثل الثقافية لصورة الجسد والجمال.
تجد لوفيجوي في بحثها -الذي يقارن بين تصورات صورة الجسم واضطرابات الأكل لدى النساء السود والبيض من خلال مراجعة أدبية -أن الاستراتيجيات (على سبيل المثال، مقاومة المثل العليا للجمال السائد) التي تستخدمها النساء السود لتحدي التصورات السائدة لجسم الإناث وتطوير تقييمات ذاتية إيجابية غالباً ما يتم تقويتها من خلال دعم النساء السود الأخريات. هذه الأنواع نفسها من المجتمعات الداعمة لم تتكرر بنفس الطريقة للنساء البيض في الأدب. يجادل لوفجوي بأن هذا الاختلاف في الدعم يمكن أن يؤثر على الطريقة التي تتأثر بها النساء السود والبيض من المثل العليا الضارة لصورة الجسم والجمال. بمعنى آخر، قد تكون النساء السود أقل عرضة لهذه المثل الضارة من النساء البيض نتيجة للدعم القوي داخل مجتمعاتهن.
ومع ذلك، فإن مثل هذه الأبحاث لا تشير إلى أن النساء السود لا يتأثرن بالمثل الضارة لصورة الجسم والجمال. وجدت مايا بوران (Maya A. Poran) أنه "على عكس النظريات الشائعة التي تقترح أن المرأة السوداء محمية بـ" ثقافة السود "التي تحميها من الآثار السلبية لتمثيلات الجسم -مما يجعلها تحظى باحترام جسدي أعلى،" النساء السود في دراستها قد واجهن "(١) ضغوط لتكون نحيفة، (٢) ضغوط من تفضيلات الرجال من مختلف الأعراق، (٣) المنافسة مع النساء السود الأخريات في مجالات الجمال، و (٤) شعور قوي بتشويه الصور الإعلامية للنساء السود النحيفات".  لذلك، ولئن كان من المهم الاعتراف بمساهمة المجتمعات الداعمة في التقييم الذاتي الإيجابي الذي قد تعانيه بعض النساء السود، فمن المهم ألا يحجب ذلك الأثر المدمر الذي يمكن أن تحدثه المثل العليا لصورة الجسد والجمال على النساء السود.